# NGC 3956
NGC 3956 is een balkspiraalstelsel in het sterrenbeeld Beker. Het hemelobject werd op 10 maart 1785 ontdekt door de Duits-Britse astronoom William Herschel.

## Synoniemen
- ESO 572-13
- MCG -3-30-16
- UGCA 251
- IRAS11514-2017
- PGC 37325